# Laakdal
Laakdal (nederländskt uttal: [ˈlaːɡdɑl]) är en kommun i provinsen Antwerpen i regionen Flandern i Belgien. Kommunen har cirka 16 186 invånare (2020). Huvudort är Vorst.